# Kézmárszky Tivadar
Kézmárszky Tivadar (Szepesváralja, 1842. május 2. – Budapest, 1902. május 18.) orvos-sebészdoktor, szülészmester, egyetemi tanár.

## Élete
Kézmárszky Rudolf megyei törvényszéki ülnök és Zemányi Katalin fia. A gimnáziumot Lőcsén és Kassán, orvosi tanulmányait a pesti egyetemen végezte, ahol 1865-ben orvosi, 1866-ban sebészdoktori és szülészmesteri oklevelet nyert. Másfél év kórházi gyakorlat után Schordann-ösztöndíjjal külföldi tanulmányútra indult és két évet (1866–68) Bécsben, Párizsban, Londonban, Berlinben, Belgiumban és Koppenhágában töltött. Hazatérve 1869-től 1872-ig tanársegéd volt a pesti egyetem szülészeti klinikáján. 1873-ban egyetemi magántanárrá, 1874-ben a szülészet helyettes tanárává, 1876-ban rendkívüli és 1879-ben rendes tanárrá nevezték ki. Magyarország bábaügyét Kézmárszky olyképp restaurálta, hogy e téren Magyarország is felvette a versenyt külfölddel, ami elsősorban Kézmárszky érdeme. Az Országos Közegészségi Tanács rendes, a budapesti királyi orvosegylet választmányi, a királyi természettudományi társulat rendes, a lipcsei ginekológiai társulat levelező, a német nőorvosok társulatának rendes tagja volt.
Nevét hibásan Kézsmárszkynak is írják.

## Írásai
Cikkei a Gyógyászatban (1865. A köthártyalob, 1871. A k. m. tudomány-egyetem szülészeti kórodája hinyainak orvoslása, Évi jelentése a pesti k. m. t. egyetem szülészeti kórodájáról); az Orvosi Hetilapban (1868. Szülészeti és nőgyógyászati levelek, 1869. A petefészekkiirtás jelen állása, 1871. A bábatanítás hiányai nálunk, 1873. Csontlágyulás következtében szűkült medenczetágulás szülés alatt, Az érett újszülött súlyváltozásairól, németül az Archiv f. Gynaekologieban. 1874. A szülep eltávolítása külső nyomás által Credé módja szerint, 1878. Levegő behatolása a vérutakba szülő méh edényein át. németül az Archiv f. Gyn., 1889. Idegen test kihuzása a női hólyagból a húgycső gyors tágítása után. 1894. Sublimat intravenosus beföcskendése a gyermekágyi láz bizonyos eseteiben, németül a Centrablatt für Gynaekologieban (IV. 1872. Ein neuer Fall von Erweiterung es osteomalacischen Beckens während der Geburt); a Wiener mediz. Wochenschriftben (1872. Bericht über die Ergebnisse auf der Gebärklinik der Pester Universität im Studienjahre 1869-70.) Az Orvosi Archivum munkatársa.

## Művei
- Jelentés a m. tudom. egyetem szülkórodájának 1869-70. tanévi működéséről. Pest, 1871 (Németül: a Wiener Mediz. Wochenschriftben 1872)
- A szülészet tankönyve bábák számára. Bpest, 1876 (2. kiadás 1882, Ism. Pester Med. Chirurg. Presse 8. sz., 3. k. 1887. Uo. 4. k. Pozsony, 1890, 5. k. Uo. 1893, 6. k. 1896. Hét ábrával. Németül: Bpest, 1882. 2. k. Uo. 1892. Tótul: ford. Bella József, uo., 1892)
- Szülészeti jegyzetek (Lőcse, 1894)
- A szülészet könyve (sajtó alá rendezte Doktor Sándor, Bp., 1904)